# Classe Kilo
La classe Kilo (code OTAN) est une classe de sous-marins soviétiques puis russes à propulsion diesel-électrique. Cette classe est souvent considérée comme la plus silencieuse des sous-marins diesel-électriques existants, d'où son surnom de « trous noirs dans l'océan ». Le premier Kilo entra en service en 1982.

## Généralités
Il existe deux principaux types de sous-marins classe Kilo, le projet 877, premier modèle initialement destiné à la marine soviétique mais qui a aussi été exporté (sous-version type 877EKM), et le projet 636 Paltus. Ceux-ci peuvent emporter en outre des missiles de croisière Kalibr, dans leur version 636M.
Trente bâtiments Kilo ont été construits pour la marine soviétique puis russe[Quand ?], 16 étaient en service en 2006 et 8 en réserve.
La classe Lada (projet 677) avait été créée pour remplacer les Kilo, mais les 3 navires mis sur cale, respectivement en 1997, 2005 et 2006 et dont le premier a été lancé en 2004 ne sont toujours pas en service actif en 2012. Il a été décidé de ne pas prolonger cette série.
Selon les prévisions de 2012, la marine russe doit recevoir 6 autres Kilo (sous-projet 636.3), 2 livrables en 2013 et 2014 et 4 autres prévus ensuite pour la flotte de la mer Noire.
Six 636.3 sont réceptionnés par la flotte de la Baltique entre 2014 et 2016 et 6 autres par la flotte du Pacifique depuis novembre 2019.

## Projet 636Paltus

### Version 636M
| Dimensions |         |              |             |
| Longueur   | Largeur | Tirant d'eau | Déplacement |
| 73,8 m     | 9,9 m   | 6,3 m        | 3 021 t     |

| Performances                    |                    |           |                  |                  |                |           |              |
| Rayon d'action                  | Rayon d'action     | Autonomie | Vitesse maximale | Vitesse maximale | Immersion      | Immersion | Immersion    |
| Autonomie au schnorchel à 7 nds | En plongée à 3 nds |           | En surface       | En plongée       | Opérationnelle | Maximale  | Périscopique |
| 7 500 milles                    | 400 milles         | 45 jours  | 11 nœuds         | 20 nœuds         | 250 m          | 300 m     | 17,5 m       |

| Système d'armes       |           |
| Tubes lance-torpilles | Torpilles |
| 6 × 533 mm            | 18        |

| Équipements électroniques                                                  |                         |                    |
| Communication par radio, système de combat tactique, système de navigation | Radar de veille surface | Sonar actif/passif |

| Périscopes                 |
| Un d'attaque, un de veille |

| Propulsion                                        |                             |
| Diesel-électrique à propulsion électrique complet | Hélice à pas fixe à 7 pales |

## Type 677Lada
Le projet russe type 677 Lada (et sa version export type 1650 Amour) aurait dû être à l'avenir doté d'une propulsion anaérobique du bureau d'études Rubin, qui propose également de moderniser les Kilo avec une telle propulsion.

## Pays utilisateurs
La classe Kilo a connu un certain succès à l'exportation, au total, 31 unités ont été construites pour plusieurs pays entre 1986 et 2006 (plus 6 en option ou en construction).

### Unités du Projet 877
| Pays     | no             | Nom                                 | Chantier               | Projet  | Mis sur cale      | Lancé             | Mis en service    | Flotte                | Statut |
| -------- | -------------- | ----------------------------------- | ---------------------- | ------- | ----------------- | ----------------- | ----------------- | --------------------- | --- |
| Russie   | B-248          | x                                   | Komsomolsk-sur-l’Amour | 877     | 16 mars 1980      | 12 septembre 1980 | 31 décembre 1980  |                       | en réserve |
| Russie   | B-260          | Chita                               | Komsomolsk-sur-l’Amour | 877     | 22 février 1981   | 23 août 1981      | 30 décembre 1981  | Flotte du Pacifique   | actif en 2010 |
| Russie   | B-227          | Vyborg                              | Komsomolsk-sur-l’Amour | 877     | 23 février 1982   | 16 septembre 1982 | 23 février 1983   | Flotte de la Baltique | actif en 2010 |
| Russie   | B-229          | x                                   | Komsomolsk-sur-l’Amour | 877     | 23 février 1983   | 15 juillet 1983   | 30 octobre 1983   |                       | en réserve |
| Russie   | B-404          | x                                   | Komsomolsk-sur-l’Amour | 877     | 7 mai 1983        | 24 septembre 1983 | 30 décembre 1983  |                       | en réserve |
| Russie   | B-401          | Novosibirsk                         | Nijni Novgorod         | 877     | 6 octobre 1982    | 15 mars 1984      | 30 septembre 1984 | Flotte du Nord        | actif en 2010 |
| Russie   | B-402          | Vologda                             | Nijni Novgorod         | 877     | 24 août 1983      | 29 septembre 1984 | 30 décembre 1984  | Flotte du Nord        | actif en 2010 |
| Russie   | B-405          | (ex-Tioumenski Komsomolets)         | Komsomolsk-sur-l’Amour | 877     | 20 avril 1984     | 21 septembre 1984 | 30 décembre 1984  |                       | retiré du service et vendu pour la ferraille en 2007 |
| Pologne  | 291 (ex B-351) | Orzeł                               | Nijni Novgorod         | 877E    | 1984              | 1985              | 1985              |                       | actif en 2010 |
| Roumanie | 581 (ex B-801) | Delfinul                            | Nijni Novgorod         | 877E    | 1984              | 1985              | 1985              |                       | en réserve à partir de 1995, actif en 2018 après refonte complète |
| Inde     | S55            | INS Sindhughosh                     | Saint-Pétersbourg      | 877EKM  | 29 mai 1983       | 29 juillet 1985   | 25 novembre 1985  |                       | actif en 2010, modernisé en projet 08773 en 2002–2005 |
| Russie   | B-470          | x                                   | Komsomolsk-sur-l’Amour | 877     | 6 mai 1985        | 27 août 1985      | 30 décembre 1985  |                       | retiré du service et vendu pour la ferraille en 2007 |
| Russie   | B-806          | dmitrov                             | Nijni Novgorod         | 877EKM  | 15 octobre 1984   | 30 avril 1986     | 25 septembre 1986 | Flotte de la Baltique | actif en 2009, statut inconnu en 2010 |
| Inde     | S56            | INS Sindhudhvaj                     | Saint-Pétersbourg      | 877EKM  | 1er avril 1986    | 27 juillet 1986   | 25 novembre 1986  |                       | actif en 2010 |
| Algérie  | 012            | Rais Hadj Mubarek                   | Nijni Novgorod         | 877EKM  | 1985              | 1986              | 29 novembre 1986  |                       | Modernisé en 2010, capable de lancer des missiles Klub |
| Russie   | B-439          | x                                   | Komsomolsk-sur-l’Amour | 877     | 4 avril 1986      | 31 juillet 1986   | 30 décembre 1986  |                       | en réserve |
| Inde     | S57            | INS Sindhuraj                       | Nijni Novgorod         | 877EKM  | 1986              | 1987              | 2 septembre 1987  |                       | actif en 2010, modernisé en projet 08773 en 1999–2001 |
| Algérie  | 013            | Rais Hadj Slimane                   | Nijni Novgorod         | 877EKM  | 1986              | 1987              | 25 novembre 1987  |                       | Modernisé en 2011, capable de lancer des missiles Klub |
| Inde     | S58            | INS Sindhuvir                       | Saint-Pétersbourg      | 877EKM  | 15 mai 1987       | 13 septembre 1987 | 25 décembre 1987  |                       | actif en 2010, modernisé en projet 08773 en 1997–1999. Transférer à la marine du Myanmar en mars 2020. |
| Russie   | B-445          | Sviatoï Nikolaï Tchoudotvorets      | Komsomolsk-sur-l’Amour | 877     | 21 mars 1987      | 26 septembre 1987 | 30 janvier 1988   | Flotte du Pacifique   | inconnu (en réserve depuis 2007 ou actif) |
| Inde     | S59            | INS Sindhuratna                     | Nijni Novgorod         | 877EKM  | 1987              | 1988              | 14 août 1988      |                       | actif en 2010, modernisé en projet 08773 en 2001–2003 |
| Inde     | S60            | INS Sindhukesari                    | Saint-Pétersbourg      | 877EKM  | 20 avril 1988     | 16 août 1988      | 29 octobre 1988   |                       | actif en 2010, modernisé en projet 08773 en 1999–2001 |
| Russie   | B-808          | Iaroslavl                           | Nijni Novgorod         | 877     | 29 septembre 1986 | 30 juillet 1988   | 27 décembre 1988  | Flotte du Nord        | actif en 2010 |
| Russie   | B-394          | (ex-Komsomolsk Tadjikistana)        | Komsomolsk-sur-l’Amour | 877     | 15 avril 1988     | 3 septembre 1988  | 30 décembre 1988  | Flotte du Pacifique   | inconnu (en réserve depuis 2007 ou actif) |
| Russie   | B-800          | Kalouga (ex Vologodski Komsomolets) | Nijni Novgorod         | 877LPMB | 5 mars 1987       | 7 mai 1989        | 30 septembre 1989 | Flotte du Nord        | En reparation depuis 2012 (lancement prochain) |
| Inde     | S61            | INS Sindhukirti                     | Saint-Pétersbourg      | 877EKM  | 5 avril 1989      | 26 août 1989      | 30 octobre 1989   |                       | Interrompu pour modernisation en projet 08773 depuis 2007 |
| Russie   | B-464          | Oust'-Kamtchatsk                    | Komsomolsk-sur-l’Amour | 877     | 26 mai 1989       | 23 septembre 1989 | 30 janvier 1990   | Flotte du Pacifique   | en réserve depuis 2007 |
| Russie   | B-459          | Vledikavkaz                         | Nijni Novgorod         | 877     | 25 février 1988   | 29 avril 1990     | 30 septembre 1990 | Flotte du Nord        | inconnu (en réserve depuis 2008 ou actif) |
| Inde     | S62            | INS Sindhuvijay                     | Saint-Pétersbourg      | 877EKM  | 6 avril 1990      | 27 juillet 1990   | 27 octobre 1990   |                       | actif en 2010, modernisé en projet 08773 en 2005–2007 |
| Russie   | B-871          | Alrosa (en)                         | Nijni Novgorod         | 877V    | 17 mai 1988       | septembre 1989    | 30 décembre 1990  | BSF                   | actif en 2010 |
| Russie   | B-471          | Magnitogorsk                        | Nijni Novgorod         | 877     | 26 octobre 1988   | 22 septembre 1990 | 30 décembre 1990  | Flotte du Nord        | actif en 2010 |
| Russie   | B-494          | Oust'-Bolcheretsk                   | Komsomolsk-sur-l’Amour | 877     | 5 mai 1990        | 4 octobre 1990    | 30 décembre 1990  | Flotte du Pacifique   | inconnu (en réserve depuis 2008 ou actif) |
| Iran     | 901            | IRIS Tareq (901)                    | Saint-Pétersbourg      | 877EKM  | 5 avril 1991      | 25 septembre 1991 | 25 décembre 1991  |                       | actif en 2012. Modernisé en Iran |
| Russie   | B-187          | komsolmolsk na amure                | Komsomolsk-sur-l’Amour | 877     | 7 mai 1991        | 5 octobre 1991    | 30 décembre 1991  | Flotte du Pacifique   | en réserve depuis 2007 |
| Russie   | B-177          | Lipetsk                             | Nijni Novgorod         | 877     | 3 novembre 1989   | 27 juillet 1991   | 30 décembre 1991  | Flotte du Nord        | actif en 2010 |
| Russie   | B-190          | Krasnokamensk                       | Komsomolsk-sur-l’Amour | 877     | 8 mai 1992        | 25 septembre 1992 | 30 décembre 1992  | Flotte du Pacifique   | actif en 2010 |
| Iran     | 902            | IRIS Nooh (902)                     | Saint-Pétersbourg      | 877EKM  | 30 avril 1992     | 16 octobre 1992   | 31 décembre 1992  |                       | inconnu (probablement en modernisation en Iran) |
| Russie   | B-345          | Mogocha                             | Komsomolsk-sur-l’Amour | 877     | 22 avril 1993     | 6 octobre 1993    | 22 janvier 1994   | Flotte du Pacifique   | actif en 2010 |
| Chine    | 364            | Yuan Zhend 64 Hao                   | Nijni Novgorod         | 877EKM  | ???               | 1994              | 10 novembre 1994  |                       | actif en 2007 |
| Chine    | 365            | Yuan Zhend 65 Hao                   | Nijni Novgorod         | 877EKM  | ???               | 1995              | 14 août 1995      |                       | actif en 2007 |
| Iran     | 903            | IRIS Yunes (903)                    | Saint-Pétersbourg      | 877EKM  | 5 février 1992    | 12 juillet 1994   | 2 septembre 1996  |                       | actif depuis 2011 (probablement en modernisation en Iran) |
| Inde     | S63            | INS Sindhurakshak                   | Saint-Pétersbourg      | 877EKM  | 16 février 1995   | 26 juin 1997      | 2 octobre 1997    |                       | Le 29 janvier 2013, le Sindhurakshak entame son voyage entre Severodvinsk, au nord-ouest de la Russie et l’Inde. Le 14 août 2013, une explosion suivie d’un incendie ont lieu à bord du Sindhurakshak, causés par les munitions à bord, tuant 3 officiers et 15 matelots aux chantiers navals de la Marine indienne dans le port de Bombay. Le sous-marin sombre et est perdu. |
| Inde     | S64            | INS Sindhurashtra                   | Saint-Pétersbourg      | 877EKM  | 12 décembre 1998  | 14 octobre 1999   | 16 mai 2000       |                       | actif en 2010 |

### Unités du Projet 636
Les sous-marins du projet 636 Varchavyanka (Варшавянка) (selon la codification OTAN - Kilo amélioré) sont une série de sous-marins diesel-électriques polyvalents. Il s'agit d'une version modernisée du sous-marin d'exportation Projet 877EKM Halibut (Палтус).
| Pays     | no     | Nom               | Chantier naval               | Projet | Mis sur cale      | Lancé            | Mis en service   | Flotte | Statut                           |
| -------- | ------ | ----------------- | ---------------------------- | ------ | ----------------- | ---------------- | ---------------- | ------ | -------------------------------- |
| Chine    | 366    | Yuan Zheng 66 Hao | Chantier naval de l'Amirauté | 636    | 16 juillet 1996   | 26 avril 1997    | 26 août 1997     |        | actif en 2006                    |
| Chine    | 367    | Yuan Zheng 67 Hao | Saint-Pétersbourg            | 636    | 28 août 1997      | 18 juin 1998     | 25 octobre 1998  |        | actif en 2006                    |
| Chine    | 368    | Yuan Zheng 68 Hao | Saint-Pétersbourg            | 636M   | 18 octobre 2002   | 27 mai 2004      | 20 octobre 2004  |        | actif en 2006                    |
| Chine    | 369    | Yuan Zheng 69 Hao | Saint-Pétersbourg            | 636M   | 18 octobre 2002   | 19 août 2004     | 2005             |        | actif en 2006                    |
| Chine    | 370    | Yuan Zheng 70 Hao | Saint-Pétersbourg            | 636M   | 2004              | 05.2005          | 2005             |        | actif en 2006                    |
| Chine    | 371    | Yuan Zheng 71 Hao | Saint-Pétersbourg            | 636M   | 2004              | 2005             | 2005             |        | actif en 2006                    |
| Chine    | 372    | Yuan Zheng 72 Hao | Saint-Pétersbourg            | 636M   | 2005              | 2005             | 2006             |        | actif en 2006                    |
| Chine    | 373    | Yuan Zheng 73 Hao | Usine n°112 Krasnoïé Sormovo | 636M   | juillet 1992      | 8 mai 2004       | 5 août 2005      |        | actif en 2007                    |
| Chine    | 374    | Yuan Zheng 74 Hao | Sevmash                      | 636M   | 29 mai 2003       | 21 mai 2005      | 30 décembre 2005 |        | actif en 2006                    |
| Chine    | 375    | Yuan Zheng 75 Hao | Sevmash                      | 636M   | 29 mai 2003       | 14 juillet 2005  | 30 décembre 2005 |        | actif en 2006                    |
| Algérie  | 021    | Messali el Hadj   | Saint-Pétersbourg            | 636M   | 2006              | 20 novembre 2008 | 28 août 2009     |        | actif                            |
| Algérie  | 022    | Akram Pacha       | Saint-Pétersbourg            | 636M   | 2007              | 9 avril 2009     | 29 octobre 2009  |        | actif                            |
| Algérie  | 031    | Ouarsenis         | Saint-Pétersbourg            | 636M   |                   |                  | Janvier 2019     |        | actif                            |
| Algérie  | 032    | Hoggar            | Saint-Pétersbourg            | 636M   |                   |                  | 2019             |        | actif                            |
| Russie   | B-261  | Novorossiysk      | Saint-Pétersbourg            | 636.3  | 20 août 2010      | 28 novembre 2013 | 22 août 2014,    | BSF    | actif                            |
| Russie   | B-237  | Rostov-na-Donou   | Saint-Pétersbourg            | 636.3  | 21 novembre 2011  | 26 juin 2014     | 30 décembre 2014 | BSF    | Coulé en août 2024               |
| Russie   | B-262  | Stari Oskol       | Saint-Pétersbourg            | 636.3  | 17 août 2012      | 28 août 2014     | prévue pour 2015 | BSF    | essais en mer[réf. souhaitée]    |
| Russie   | B-265  | Krasnodar         | Saint-Pétersbourg            | 636.3  | 20 février 2014   |                  | prévue pour 2015 | BSF    | essais en mer[réf. souhaitée]    |
| Russie   | B-268  | Veliky Novgorod   | Saint-Pétersbourg            | 636.3  | 30 octobre 2014   |                  | prévue pour 2016 | BSF    | Apercu au large de l'Angletterre |
| Russie   | B-271  | Kolpino           | Saint-Pétersbourg            | 636.3  | 30 octobre 2014   |                  | prévue pour 2016 | BSF    | Aperçu en Méditerranée           |
| Viêt Nam | HQ-182 | Hà Nội            | Saint-Pétersbourg            | 636M   | 25 août 2010      | 28 août 2012     | 15 janvier 2014  |        | actif,                           |
| Viêt Nam | HQ-183 | Hồ Chí Minh City  | Saint-Pétersbourg            | 636M   | 28 septembre 2011 | 28 décembre 2012 | 4 avril 2014     |        | actif,                           |
| Viêt Nam | HQ-184 | Hải Phòng         | Saint-Pétersbourg            | 636M   |                   | août 2013        | prévue pour 2014 |        | Livré,                           |
| Viêt Nam | HQ-185 | Đà Nẵng           | Saint-Pétersbourg            | 636M   | 2013              | 28 mars 2014     | prévue pour 2015 |        | Prêt à être lancé                |
| Viêt Nam | HQ-186 | Khánh Hòa         | Saint-Pétersbourg            | 636M   |                   |                  | prévue pour 2016 |        | Quille posée                     |
| Viêt Nam | HQ-187 | Bà Rịa-Vũng Tàu   | Saint-Pétersbourg            | 636M   | Fin 2014          |                  | prévue pour 2016 |        | commandé                         |

### Contrats en négociation
- Venezuela : 3 sous-marins de la classe Kilo / projet 636M. Le contrat était en négociation en 2008[31].

## Galerie

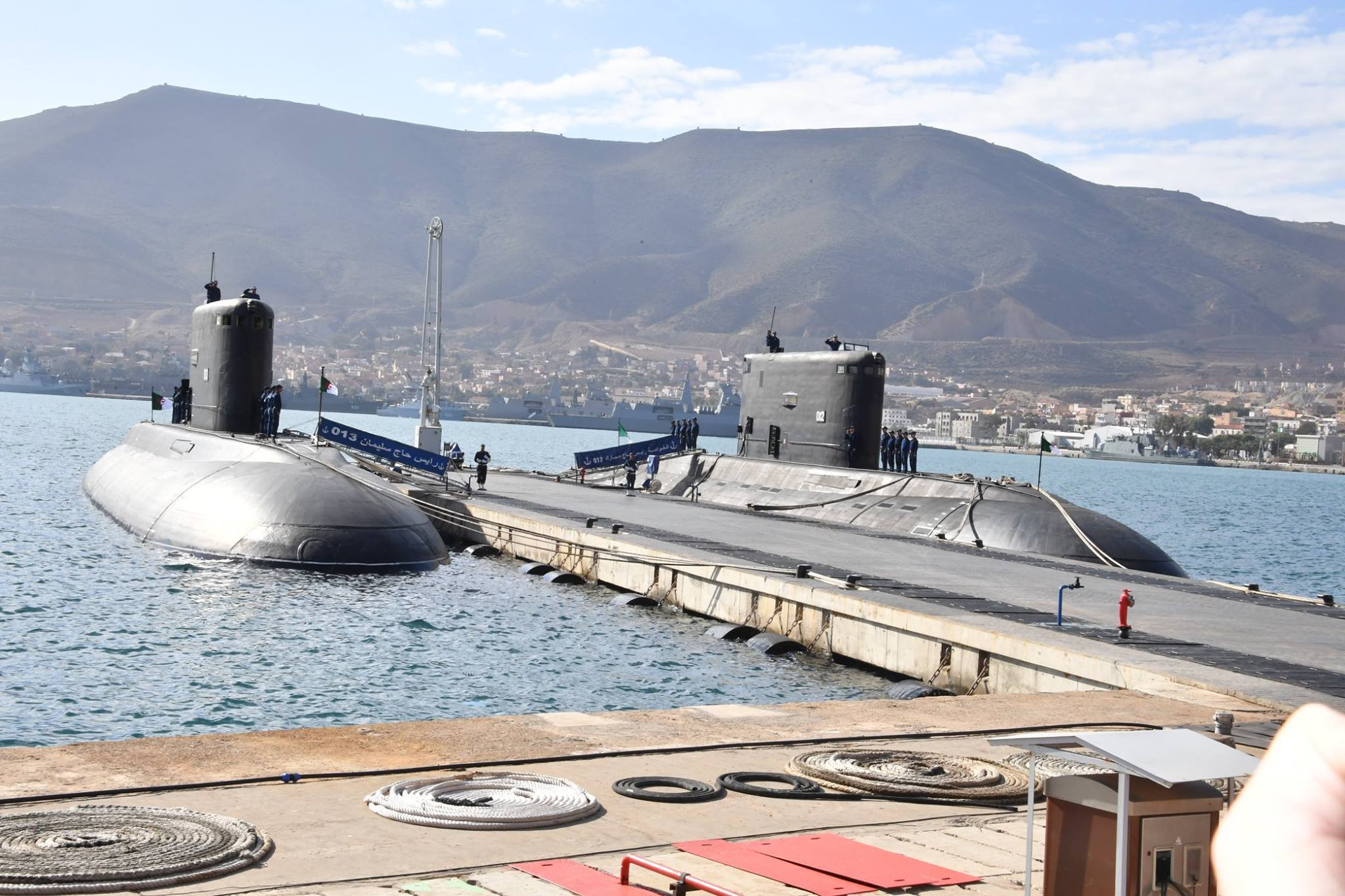
2 sous-marins de classe Kilo de la Marine algérienne basés à Mers el-Kébir.
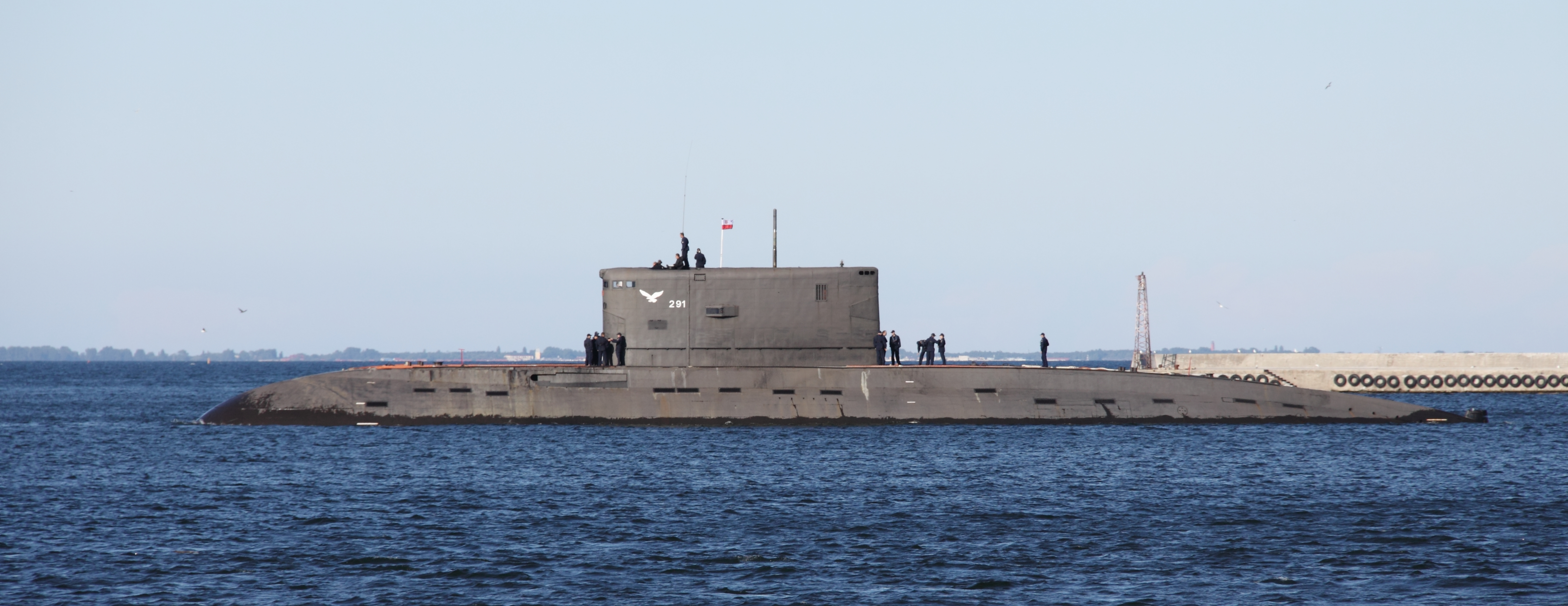
ORP Orzeł de la Marine polonaise, 26 juin 2011
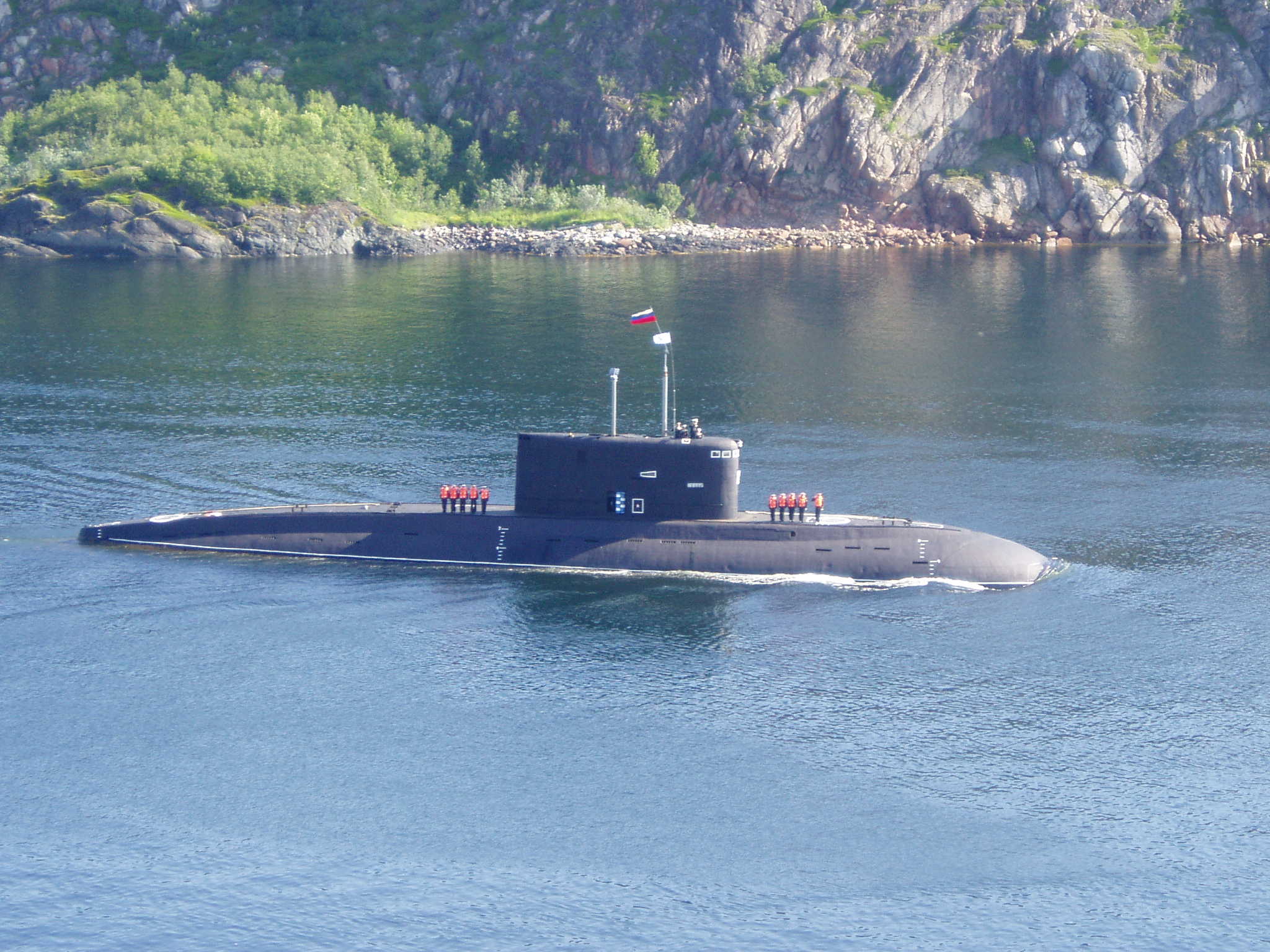
Sous-marin russe de la classe Kilo
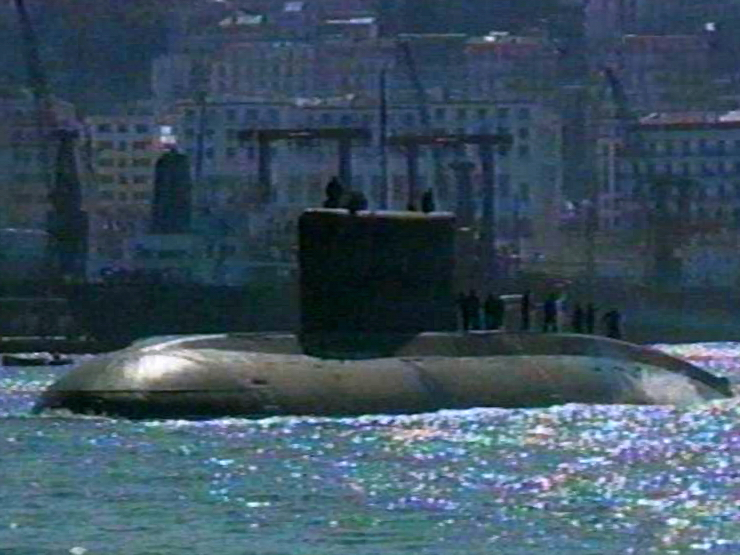
Rais Hadj Mubarek de la Marine algérienne
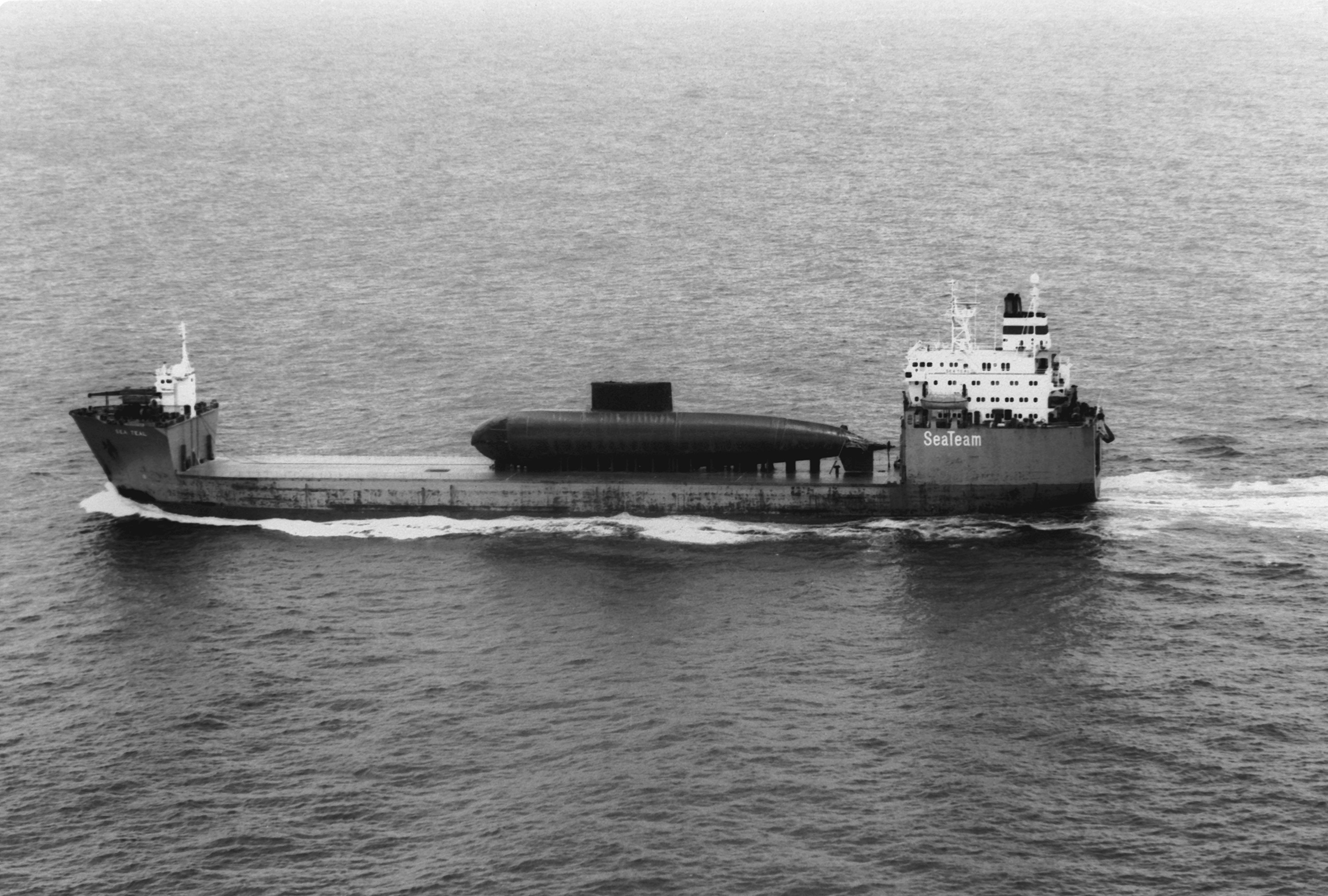
Un sous-marin chinois de la classe Kilo livré par cargo en 1995.
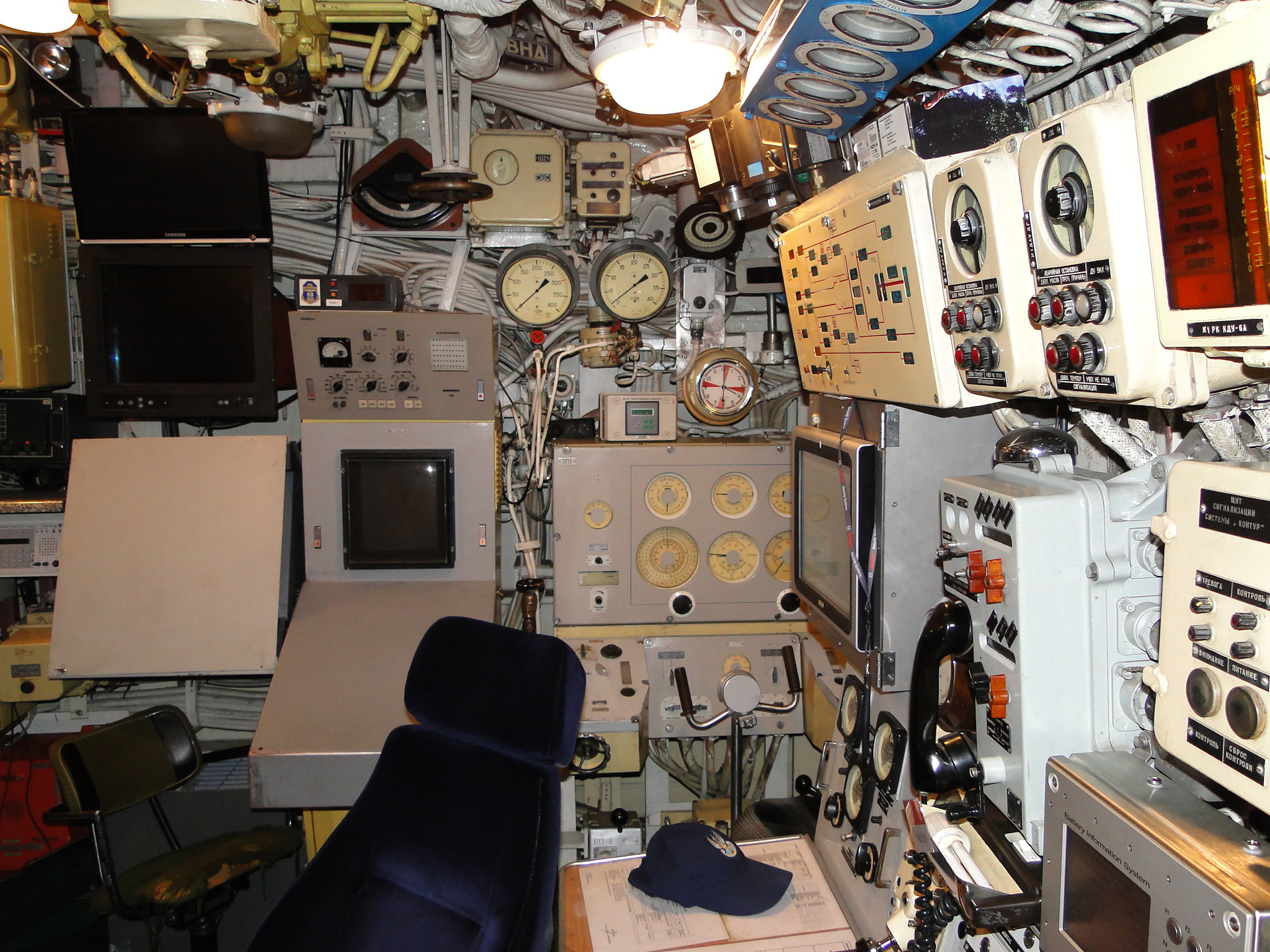
Salle de commandement de l'ORP Orzel (291)
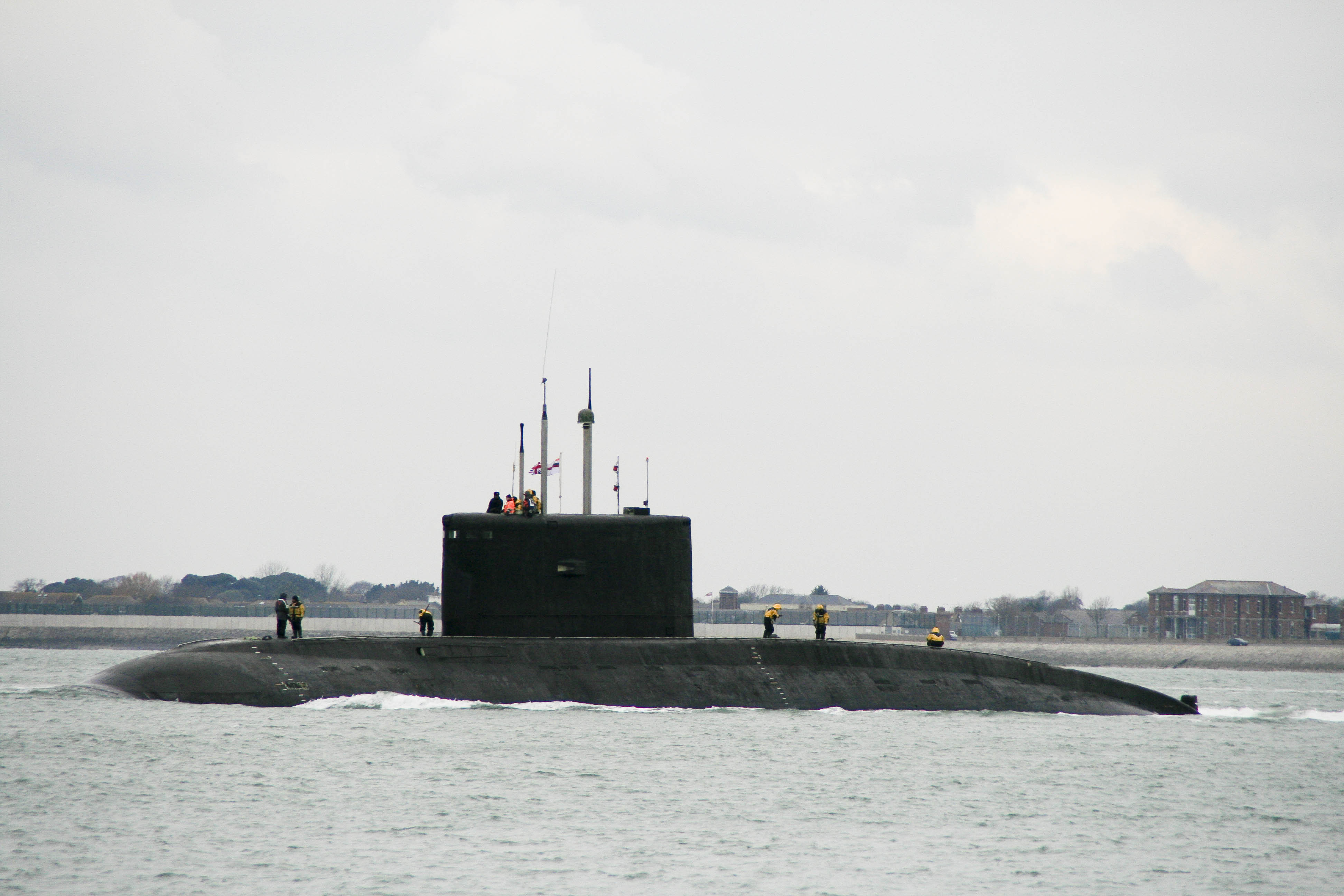
Le INS Sindhurakshak (S63) indien le 24 février 2013. Il explose dans le port de Bombay le 14 août 2013[32].
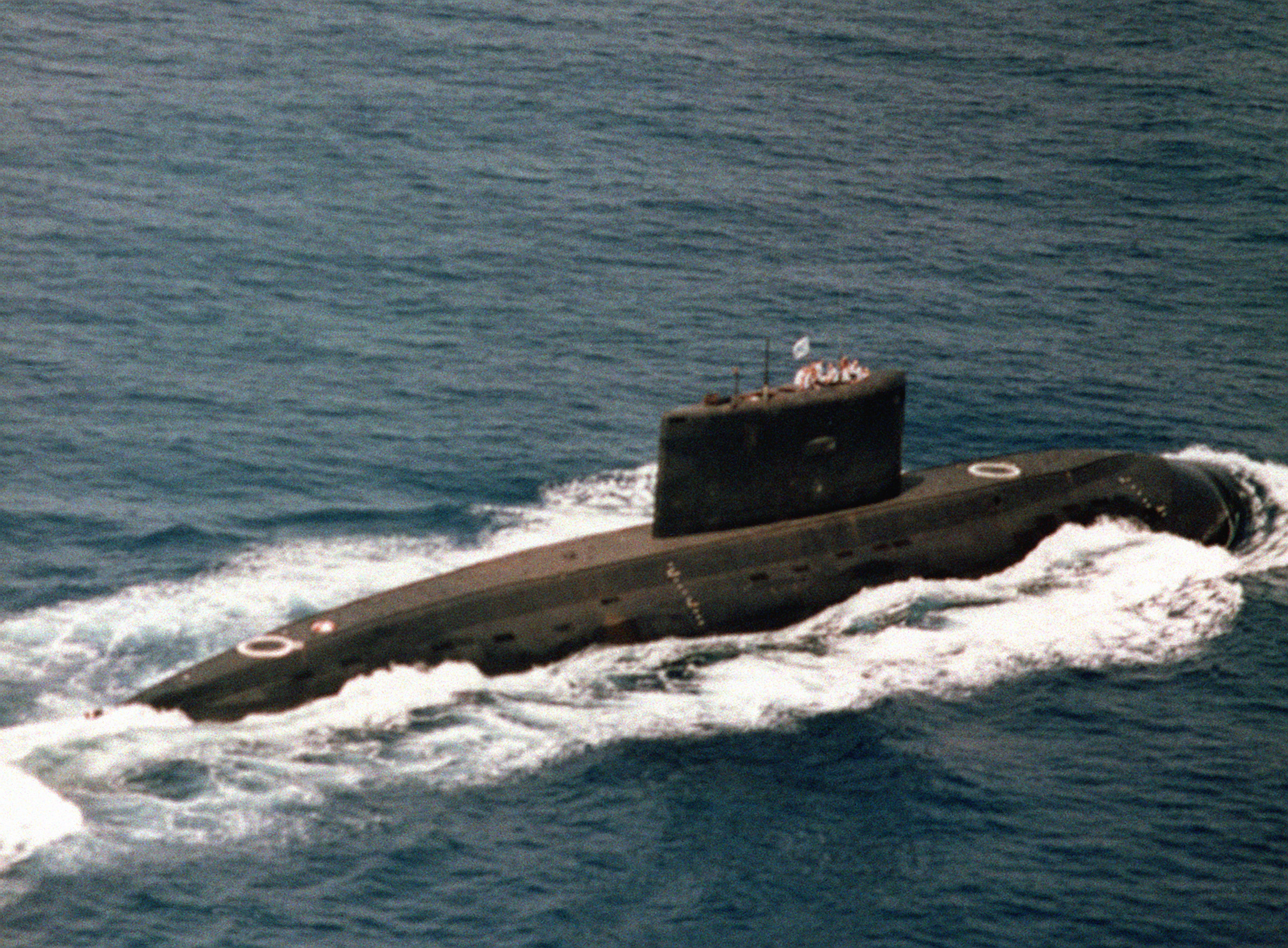
Kilo 877E de la Marine iranienne

## Fiction
L'exportation vers la Chine de ces sous-marins et leur utilisation par la flotte chinoise a été la source d'inspiration de Patrick Robinson pour plusieurs livres dont Le sous-marin de la dernière chance (titre original : Kilo class).